# Хром
| 24        | Хром |
| Cr51,9961 |      |
| 3d54s1    |      |

Хром (химический символ — Cr, от лат. Chromium) — химический элемент 6-й группы (по устаревшей классификации — побочной подгруппы шестой группы, VIB), четвёртого периода периодической системы химических элементов Д. И. Менделеева, с атомным номером 24.
Простое вещество хром (при комнатной температуре) — твёрдый металл голубовато-белого цвета. Хром иногда относят к чёрным металлам.

## Происхождение названия
Название «хром» произошло от греч. χρῶμα — цвет, краска — из-за разнообразия окраски соединений этого вещества.

## История
Хром открыт во Франции в 1797 году химиком Л. Н. Вокленом, который выделил новый тугоплавкий металл с примесью карбидов. Он прокалил зелёный оксид хрома Cr2O3 с углём, а сам оксид получил разложением «Сибирского красного свинца» — минерала крокоита PbCrO4, добытого на Среднем Урале, в Берёзовском золоторудном месторождении, и впервые упомянутого в труде М. В. Ломоносова «Первые основания металлургии» (1763 год), как красная свинцовая руда.
Современный способ получения чистого хрома изобретён в 1894 году, он отличается от способа Воклена только видом восстановителя.
В 20-х годах XX века разработан процесс электролитического покрытия железа хромом — хромирование.

## Происхождение и нахождение в природе
Хром появился во Вселенной из-за взрывов белых карликов и взрывов массивных звезд.
Хром является довольно распространённым элементом в земной коре — 0,03 % по массе.
Основное соединения хрома — хромистый железняк (хромит) FeO·Cr2O3. Вторым по значимости минералом является крокоит PbCrO4.

### Месторождения
Самые большие месторождения хрома находятся в ЮАР (1 место в мире), Казахстане, России, Зимбабве, Мадагаскаре.
Также есть месторождения на территории Турции, Индии, Армении, Бразилии, на Филиппинах.
Главные месторождения хромовых руд в РФ известны на Урале (Донские и Сарановское).
Мировое производство в 2012 году составило около 9 млн тонн хрома.

## Геохимия и минералогия
Среднее содержание хрома в различных изверженных породах резко непостоянно. В ультраосновных породах (перидотитах) оно достигает 2 кг/т, в основных породах (базальтах и др.) — 200 г/т, а в гранитах десятки г/т. Кларк хрома в земной коре 83 г/т. Он является типичным литофильным элементом и почти весь заключён в минералах типа хромшпинелидов. Хром вместе с железом, титаном, никелем, ванадием и марганцем составляют одно геохимическое семейство.
Различают три основных минерала хрома: магнохромит (Mg, Fe)Cr2O4, хромпикотит (Mg, Fe)(Cr, Al)2O4 и алюмохромит (Fe, Mg)(Cr, Al)2O4. По внешнему виду они неразличимы, и их неточно называют «хромиты». Состав их изменчив:
- Cr2O3 18—62 %,
- FeO 1—18 %,
- MgO 5—16 %,
- Al2O3 0,2 — 0,4 (до 33 %),
- Fe2O3 2 — 30 %,
- примеси TiO2 до 2 %,
- V2O5 до 0,2 %,
- ZnO до 5 %,
- MnO до 1 %; присутствуют также Co, Ni и др.

Собственно, хромит, то есть FeCr2O4 сравнительно редок. Помимо различных хромитов, хром входит в состав ряда других минералов — хромовой слюды (фуксита), хромового хлорита, хромвезувиана, хромдиопсида, хромтурмалина, хромового граната (уваровита) и др., которые нередко сопровождают руды, но сами промышленного значения не имеют. В экзогенных условиях хром, как и железо, мигрирует в виде взвесей и может накапливаться в глинах. Наиболее подвижной формой являются хроматы.

## Физические свойства
В свободном виде — голубовато-белый металл с кубической объёмноцентрированной решёткой, a = 0,28845 нм. Ниже температуры 38 °C является антиферромагнетиком, выше переходит в парамагнитное состояние (точка Нееля).
Хром имеет твёрдость по шкале Мооса 8,5, Чистый хром — это хрупкий металл, и при ударе молотком он разбивается. Также он является самым твёрдым из чистых металлов. Очень чистый хром достаточно хорошо поддаётся механической обработке.

### Изотопы
Известны изотопы хрома с массовыми числами от 42 до 67 (количество протонов 24, нейтронов от 18 до 43) и 2 ядерных изомера.
Природный хром состоит из четырёх стабильных изотопов: 50Cr (изотопная распространённость 4,345 %), 52Cr (83,789 %), 53Cr (9,501 %), 54Cr (2,365 %).
Среди искусственных изотопов самый долгоживущий 51Cr (период полураспада 27 суток). Период полураспада остальных не превышает одних суток.

## Химические свойства

### Характерные степени окисления
Для хрома характерны степени окисления +2, +3 и +6 (см. табл.), а также условно +5. Практически все соединения хрома окрашены.

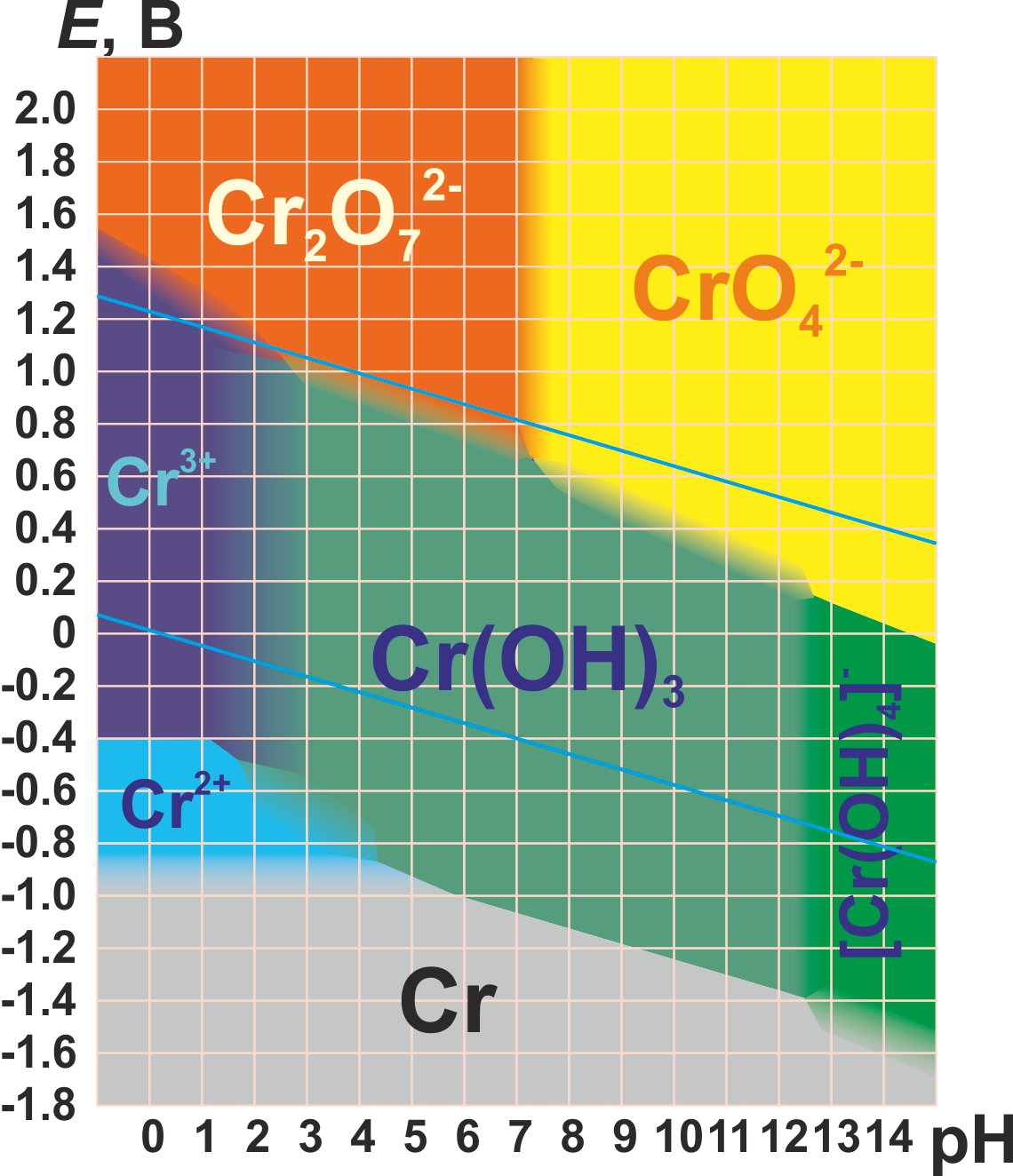
Диаграмма Пурбе для хрома

| Степень окисления | Оксид           | Гидроксид              | Характер         | Преобладающие формы в растворах                         | Примечания                                                                       |
| ----------------- | --------------- | ---------------------- | ---------------- | ------------------------------------------------------- | -------------------------------------------------------------------------------- |
| +2                | CrO (чёрный)    | Cr(OH)2 (жёлтый)       | Основный         | Cr2+ (соли голубого цвета)                              | Очень сильный восстановитель                                                     |
| +3                | Cr2O3 (зелёный) | Cr(OH)3 (серо-зелёный) | Амфотерный       | Cr3+ (зелёные или лиловые соли) [Cr(OH)4]− (зелёный)    |                                                                                  |
| +4                | CrO2            | не существует          | Несолеобразующий | —                                                       | Встречается редко, малохарактерна                                                |
| +5                | не существует   | не существует          | -                | [Cr(O2)4]3-(пероксикомплексы, коричневые)               | Малохарактерная степень окисления                                                |
| +6                | CrO3 (красный)  | H2CrO4 H2Cr2O7         | Кислотный        | CrO42− (хроматы, жёлтые) Cr2O72− (дихроматы, оранжевые) | Переход зависит от рН среды. Сильнейший окислитель, гигроскопичен, очень ядовит. |

### Простое вещество
Хром в виде простого вещества представляет собой металл с голубым оттенком. Он устойчив на воздухе за счёт пассивирования, по этой же причине не реагирует с серной и азотной кислотами.
При нагреве до 2000 °C металлический хром сгорает с образованием зелёного оксида хрома(III) Cr2O3, обладающего амфотерными свойствами.
Синтезированы соединения хрома с бором (бориды Cr2B, CrB, Cr3B4, CrB2, CrB4 и Cr5B3), с углеродом (карбиды Cr23C6, Cr7C3 и Cr3C2), c кремнием (силициды Cr3Si, Cr5Si3 и CrSi) и азотом (нитриды CrN и Cr2N).

### Соединения Cr(II)
Степени окисления +2 соответствует основный оксид CrO (чёрный). Соли Cr2+ (растворы голубого цвета) получаются при восстановлении солей Cr3+ или дихроматов цинком в кислой среде («водородом в момент выделения», атомарным водородом):
{\displaystyle {\mathsf {2Cr^{3+}{\xrightarrow[{Zn,HCl}]{[H]}}2Cr^{2+}}}}
Все соли Cr2+ — сильные восстановители, при стоянии вытесняют водород из воды. Кислородом воздуха, особенно в кислой среде, Cr2+ окисляется, в результате чего голубой раствор быстро зеленеет.
Коричневый или жёлтый гидроксид Cr(OH)2 осаждается при добавлении щелочей к растворам солей хрома(II).
Синтезированы дигалогениды хрома CrF2, CrCl2, CrBr2 и CrI2

### Соединения Cr(III)
Степени окисления +3 соответствует амфотерный оксид Cr2O3 и гидроксид Cr(OH)3 (оба — зелёного цвета). Это — наиболее устойчивая степень окисления хрома. Соединения хрома в этой степени окисления имеют цвет от грязно-лилового (в водных растворах ион Cr3+ существует в виде аквакомплексов [Cr(H2O)6]3+) до зелёного (в координационной сфере присутствуют анионы).
Cr3+ склонен к образованию двойных сульфатов вида MICr(SO4)2·12H2O (квасцов)
Гидроксид хрома (III) получают, действуя аммиаком на растворы солей хрома (III):
{\displaystyle {\mathsf {Cr^{3+}+3NH_{3}+3H_{2}O\rightarrow Cr(OH)_{3}\downarrow +3NH_{4}^{+}}}}
Можно использовать растворы щелочей, но в их избытке образуется растворимый гидроксокомплекс:
{\displaystyle {\mathsf {Cr^{3+}+3OH^{-}\rightarrow Cr(OH)_{3}\downarrow }}}
{\displaystyle {\mathsf {Cr(OH)_{3}+3OH^{-}\rightarrow [Cr(OH)_{6}]^{3-}}}}
Сплавляя Cr2O3 со щелочами, получают хромиты:
{\displaystyle {\mathsf {Cr_{2}O_{3}+2NaOH\rightarrow 2NaCrO_{2}+H_{2}O}}}
Непрокаленный оксид хрома(III) растворяется в щелочных растворах и в кислотах:
{\displaystyle {\mathsf {Cr_{2}O_{3}+6HCl\rightarrow 2CrCl_{3}+3H_{2}O}}}
При окислении соединений хрома(III) в щелочной среде образуются соединения хрома(VI):
{\displaystyle {\mathsf {2Na_{3}[Cr(OH)_{6}]+3H_{2}O_{2}\rightarrow 2Na_{2}CrO_{4}+2NaOH+8H_{2}O}}}
То же самое происходит при сплавлении оксида хрома(III) со щёлочью и окислителями, или со щёлочью на воздухе (расплав при этом приобретает жёлтую окраску):
{\displaystyle {\mathsf {2Cr_{2}O_{3}+8NaOH+3O_{2}\rightarrow 4Na_{2}CrO_{4}+4H_{2}O}}}
Хромистая кислота (HCrO2) со степенью окисления хрома +3 не существует: отвечающее этому составу соединение CrO(OH) имеет основный характер и не реагирует с щелочами. Однако известны хромиты металлов, содержащие хромит-ион CrO−
2 и формально являющиеся производными хромистой кислоты.

### Соединения хрома(IV)
При осторожном разложении оксида хрома(VI) CrO3 в гидротермальных условиях получают оксид хрома(IV) CrO2, который является ферромагнетиком и обладает металлической проводимостью.
Среди тетрагалогенидов хрома устойчив CrF4, тетрахлорид хрома CrCl4 существует только в пара́х.

### Соединения хрома(V)
Малоустойчивы, одно из соединений хрома это хромат(V) бария Ba3(CrO4)2 который может быть получен спеканием при 800° гидроксида бария и хромата бария.

### Соединения хрома(VI)
Степени окисления +6 соответствует кислотный оксид хрома(VI) CrO3 и целый ряд кислот, между которыми существует равновесие. Простейшие из них — хромовая H2CrO4 и двухромовая H2Cr2O7. Они образуют два ряда солей: жёлтые хроматы и оранжевые дихроматы соответственно.
Оксид хрома(VI) CrO3 образуется при взаимодействии концентрированной серной кислоты с растворами дихроматов. Типичный кислотный оксид, при взаимодействии с водой он образует сильные неустойчивые хромовые кислоты: хромовую H2CrO4, дихромовую H2Cr2O7 и другие изополикислоты с общей формулой H2CrnO3n+1. Увеличение степени полимеризации происходит с уменьшением рН, то есть увеличением кислотности:
{\displaystyle {\mathsf {2CrO_{4}^{2-}+2H^{+}\rightarrow Cr_{2}O_{7}^{2-}+H_{2}O}}}
Но если к оранжевому раствору K2Cr2O7 прилить раствор щёлочи, как окраска вновь переходит в жёлтую, так как снова образуется хромат K2CrO4:
{\displaystyle {\mathsf {Cr_{2}O_{7}^{2-}+2OH^{-}\rightarrow 2CrO_{4}^{2-}+H_{2}O}}}
До высокой степени полимеризации, как это происходит у вольфрама и молибдена, не доходит, так как полихромовая кислота распадается на оксид хрома(VI) и воду:
{\displaystyle {\mathsf {H_{2}Cr_{n}O_{3n+1}\rightarrow H_{2}O+nCrO_{3}}}}
Растворимость хроматов примерно соответствует растворимости сульфатов. В частности, жёлтый хромат бария BaCrO4 выпадает при добавлении солей бария как к растворам хроматов, так и к растворам дихроматов:
{\displaystyle {\mathsf {Ba^{2+}+CrO_{4}^{2-}\rightarrow BaCrO_{4}\downarrow }}}
{\displaystyle {\mathsf {2Ba^{2+}+Cr_{2}O_{7}^{2-}+H_{2}O\rightarrow 2BaCrO_{4}\downarrow +2H^{+}}}}
Образование кроваво-красного малорастворимого хромата серебра используют для обнаружения серебра в сплавах при помощи пробирной кислоты.
Известны пентафторид хрома CrF5 и малоустойчивый гексафторид хрома CrF6. Также получены летучие оксигалогениды хрома CrO2F2 и CrO2Cl2 (хромилхлорид).
Соединения хрома(VI) — сильные окислители, например:
{\displaystyle {\mathsf {K_{2}Cr_{2}O_{7}+14HCl\rightarrow 2CrCl_{3}+2KCl+3Cl_{2}\uparrow +7H_{2}O}}}
Добавление к дихроматам перекиси водорода, серной кислоты и органического растворителя (эфира) приводит к образованию синего монопероксида хрома(VI) CrO5 (CrO(O2)2), который экстрагируется в органический слой; данная реакция используется как аналитическая.

## Получение
Хром встречается в природе в основном в виде хромистого железняка Fe(CrO2)2 (хромит железа). Из него получают феррохром восстановлением в электропечах коксом (углеродом):
{\displaystyle {\mathsf {Fe(CrO_{2})_{2}+4C\rightarrow Fe+2Cr+4CO\uparrow }}}
Феррохром применяют для производства легированных сталей.
Чтобы получить чистый хром, реакцию ведут следующим образом:
1) сплавляют хромит железа с карбонатом натрия (кальцинированная сода) на воздухе:
{\displaystyle {\mathsf {4Fe(CrO_{2})_{2}+8Na_{2}CO_{3}+7O_{2}\rightarrow 8Na_{2}CrO_{4}+2Fe_{2}O_{3}+8CO_{2}\uparrow }}}
2) растворяют хромат натрия и отделяют его от оксида железа;
3) переводят хромат в дихромат, подкисляя раствор и выкристаллизовывая дихромат:
{\displaystyle {\mathsf {CrO_{4}^{2-}+2H^{+}\rightarrow Cr_{2}O_{7}^{2-}}}}.
4) получают чистый оксид хрома восстановлением дихромата натрия углём:
{\displaystyle {\mathsf {Na_{2}Cr_{2}O_{7}+2C\rightarrow Cr_{2}O_{3}+Na_{2}CO_{3}+CO\uparrow }}}
5) с помощью алюминотермии получают металлический хром:
{\displaystyle {\mathsf {Cr_{2}O_{3}+2Al\rightarrow Al_{2}O_{3}+2Cr+130kcal}}}
6) с помощью электролиза получают электролитический хром из раствора хромового ангидрида в воде, содержащего добавку серной кислоты. При этом на катодах совершаются в основном 3 процесса:
- восстановление шестивалентного хрома до трёхвалентного с переходом его в раствор;
- разряд ионов водорода с выделением газообразного водорода;
- разряд ионов, содержащих шестивалентный хром, с осаждением металлического хрома;

{\displaystyle {\mathsf {Cr_{2}O_{7}^{2-}+14H^{+}+12e^{-}\rightarrow 2Cr+7H_{2}O}}}

## Применение
Хром — важный компонент во многих легированных сталях (в частности, нержавеющих), а также и в ряде других сплавов. Добавка хрома существенно повышает твёрдость и коррозийную стойкость сплавов.
Также используется в хромванадиевых стальных сплавах (хромванадиевая сталь), применяемых, например, для изготовления железнодорожных рельсов, к которым предъявляются высокие требования по усталостной прочности, стойкости к низким температурам и перепадам температур (порог хладноломкости должен быть ниже −60…−70 градусов Цельсия), в то же время они должны быть достаточно упругими, то есть в широких пределах подвергаться нагрузкам без остаточных деформаций, быть устойчивыми к сильным ударным нагрузкам.
Используется в качестве износоустойчивых и красивых гальванических покрытий (хромирование).
Хром применяется для производства сплавов хром-30 и хром-90, используемых в производстве сопел мощных плазмотронов и в авиакосмической промышленности.

## Биологическая роль и физиологическое действие
Хром — один из биогенных элементов, он входит в состав тканей растений и животных. У животных хром участвует в обмене липидов, белков (входит в состав фермента трипсина), углеводов. Снижение содержания хрома в пище и в крови приводит к уменьшению скорости роста, увеличению холестерина в крови.
В чистом виде хром довольно токсичен, металлическая пыль хрома раздражает ткани лёгких. Соединения хрома(III) вызывают дерматиты.

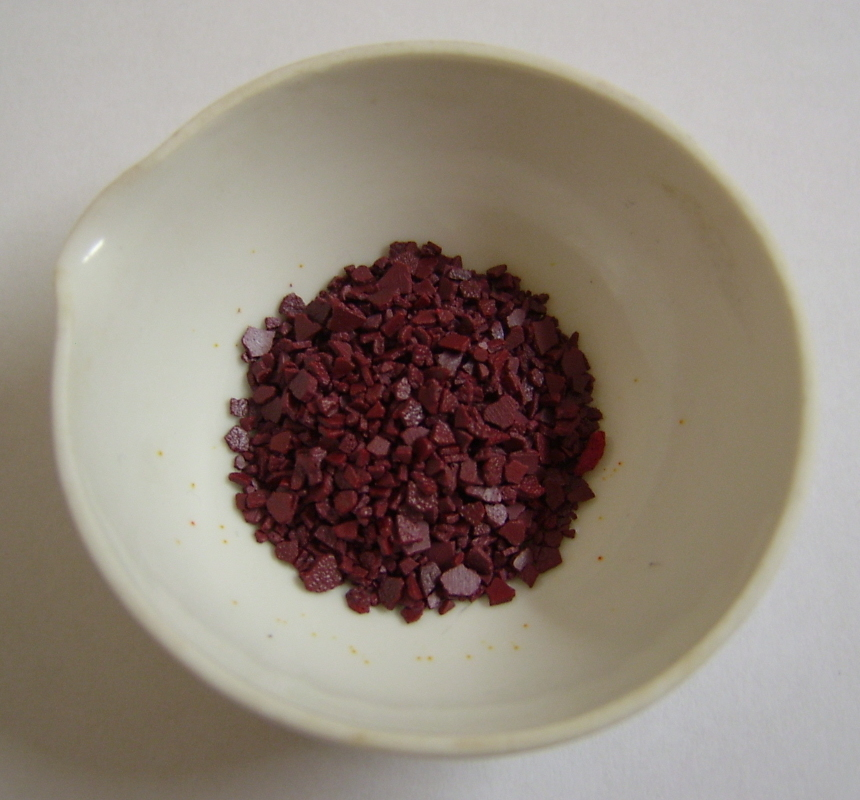
Пример соединения хрома(VI): Оксид хрома(VI)

Соединения хрома в степени окисления +6 особо токсичны. Практически вся хромовая руда обрабатывается через преобразование в дихромат натрия. В 1985 году было произведено примерно 136 000 тонн шестивалентного хрома. Другими источниками шестивалентного хрома являются триоксид хрома и различные соли — хроматы и дихроматы. Шестивалентный хром используется при производстве нержавеющих сталей, текстильных красок, консервантов для дерева, при хромировании, гальваническом, горячем цинковании и пр.
Шестивалентный хром является канцерогеном (при вдыхании). На многих рабочих местах сотрудники подвержены воздействию шестивалентного хрома, например, при гальваническом хромировании или сварке нержавеющих сталей.
В Европейском союзе использование шестивалентного хрома существенно ограничено директивой RoHS.
Шестивалентный хром транспортируется в клетки человеческого организма с помощью сульфатного транспортного механизма благодаря своей близости к сульфатам по структуре и заряду. Трёхвалентный хром, более часто встречающийся, не транспортируется в клетки.
Внутри клетки Cr(VI) восстанавливается до метастабильного пятивалентного хрома (Cr(V)), затем до трёхвалентного хрома (Cr(III)). Трёхвалентный хром, присоединяясь к протеинам, создаёт гаптены, которые включают иммунную реакцию. После их появления чувствительность к хрому не пропадает. В этом случае даже контакт с текстильными изделиями, окрашенными хромсодержащими красками или с кожей, обработанной хромом, может вызвать раздражение кожи. Витамин C и другие агенты реагируют с хроматами и образуют Cr(III) внутри клетки.
Продукты шестивалентного хрома являются генотоксичными канцерогенами. Хроническое вдыхание соединений шестивалентного хрома увеличивает риск заболеваний носоглотки, риск рака лёгких. Лёгкие особенно уязвимы из-за большого количества мелких капилляров.
В США предельно допустимая концентрация шестивалентного хрома в воздухе составляет 5 мкг/м³ (0,005 мг/м³).
В России предельно допустимая концентрация хрома(VI) существенно ниже — 1,5 мкг/м³ (0,0015 мг/м³).
Одним из методов избежания 6-валентного хрома является переход от технологий гальванического хромирования к газотермическому и вакуумному напылению, также чаще используется цинк-ламельная оцинковка (погружение в покрывающий состав из чешуек цинка, частиц алюминия, магния и др металлов) вместо, например, горячего цинкования (погружение в расплав цинка).
Основанный на реальных событиях фильм «Эрин Брокович» режиссёра Стивена Содерберга рассказывает о крупном судебном процессе, связанном с загрязнением окружающей среды шестивалентным хромом, в результате которого у многих людей развились серьёзные заболевания.